# Alfonso Negro
Alfonso Negro (Brooklyn, 5 luglio 1915 – Firenze, 7 novembre 1984) è stato un calciatore e medico statunitense naturalizzato italiano, di ruolo ala.

## Carriera
Nacque a Brooklyn (New York) da una famiglia italiana di Angri (in provincia di Salerno). Dopo qualche anno tornò in Italia con i suoi genitori. Nel 1930 entrò nell'Angri in Serie C per trasferirsi nel 1933 nella Catanzarese che giocava in Serie B. Nel 1935 entrò a far parte della Fiorentina in Serie A e nel frattempo frequentava l'Università in medicina ginecologica e ostetricia.
Nel 1936 venne selezionato dal Gruppo Universitario Fascista per rappresentare l'Italia ai giochi olimpici di Berlino dove disputò solo la semifinale contro la Norvegia del 10 agosto, segnando tra l'altro il primo gol nella vittoria per 2-1. Nel 1938 si trasferì al Napoli dove rimase fino alla sospensione del campionato, continuando comunque a seguire i corsi universitari a Firenze e laureandosi nel 1940. Nello stesso anno, con l'entrata dell'Italia nella Seconda guerra mondiale, venne arruolato nell'Esercito come Ufficiale medico sul fonte greco dove organizzò eventi sportivi per i soldati al fronte.
Inoltre organizzò la partita tra Regio Esercito e Wehrmacht allo Stadio Panatenaico di Atene. Nel dopoguerra continuò con la professione calcistica insieme a quella di ginecologo. Dopo essere approdato nelle file dell'Ercolanese, la società granata gli mise infatti a disposizione uno studio medico per continuare l'altra sua passione di sempre, regalandogli un appartamento proprio in un antico palazzo di Ercolano con una magnifica veduta sugli scavi archeologici. Negro rimase ad Ercolano dal 1950 al 1972, poi ritornò a Firenze, per poi rientrare di tanto in tanto ad Ercolano, dove aveva molti amici, fino al 1981, per poi stabilirsi nuovamente a Firenze, dove morì il 7 novembre 1984, all'età di 69 anni.

## Statistiche

### Cronologia presenze e reti in nazionale
| Cronologia completa delle presenze e delle reti in nazionale ― Italia | Cronologia completa delle presenze e delle reti in nazionale ― Italia | Cronologia completa delle presenze e delle reti in nazionale ― Italia | Cronologia completa delle presenze e delle reti in nazionale ― Italia | Cronologia completa delle presenze e delle reti in nazionale ― Italia | Cronologia completa delle presenze e delle reti in nazionale ― Italia | Cronologia completa delle presenze e delle reti in nazionale ― Italia | Cronologia completa delle presenze e delle reti in nazionale ― Italia |
| Data                                                                  | Città                                                                 | In casa                                                               | Risultato                                                             | Ospiti                                                                | Competizione                                                          | Reti                                                                  | Note                                                                  |
| --------------------------------------------------------------------- | --------------------------------------------------------------------- | --------------------------------------------------------------------- | --------------------------------------------------------------------- | --------------------------------------------------------------------- | --------------------------------------------------------------------- | --------------------------------------------------------------------- | --------------------------------------------------------------------- |
| 10-8-1936                                                             | Berlino                                                               | Norvegia                                                              | 1 – 2 dts                                                             | Italia                                                                | Olimpiadi 1936 - Semifinale                                           | 1                                                                     |                                                                       |
| Totale                                                                |                                                                       | Presenze                                                              | 1                                                                     |                                                                       | Reti                                                                  | 1                                                                     |                                                                       |

## Palmarès

### Nazionale
- Oro olimpico: 1

Berlino 1936